# 79-70 v.Chr.
De jaren 79-70 v.Chr. (van de christelijke jaartelling) zijn een decennium in de 1e eeuw v.Chr..

## Belangrijke gebeurtenissen

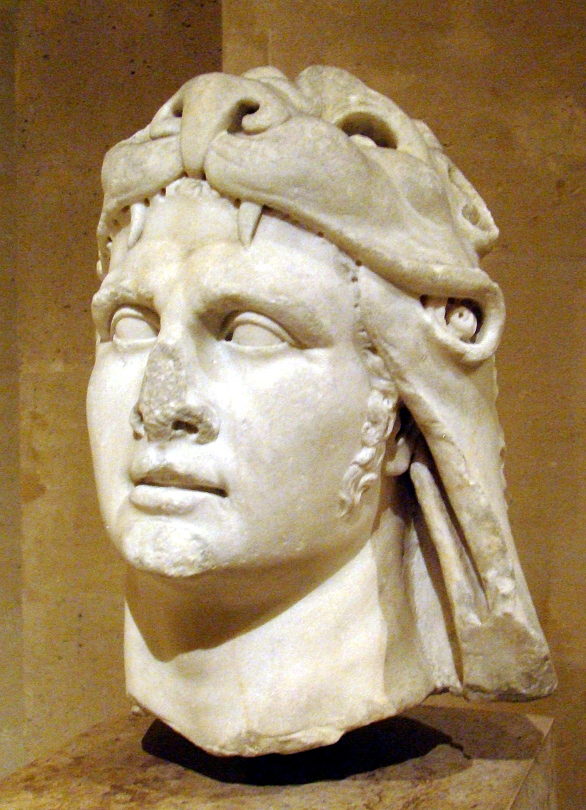
Mithridates VI van Pontus

- 79 v.Chr. : Dictator Lucius Cornelius Sulla treedt af. De Romeinse burgeroorlogen flakkeren terug op, zoals die van Quintus Sertorius en Lepidus.
- 73-70 v.Chr. : Derde Slavenoorlog. Spartacus leidt een slavenopstand tegen het Romeinse Rijk. Zijn troepen worden uiteindelijk verslagen, waaronder Spartacus zelf, door Romeinse legioensoldaten, die geleid werden door Marcus Licinius Crassus Dives.
- 73-63 v.Chr. : Derde Mithridatische Oorlog. Mithridates VI van Pontus steunt de Romeinse opstandelingen.

<< · 79 · 78 · 77 · 76 · 75 · 74 · 73 · 72 · 71 · 70 · >>
<< · 99-90 · 89-80 · 79-70 · 69-60 · 59-50 · 49-40 · 39-30 · 29-20 · 19-10 · 9-1 · >>